# Сельцо (деревня, Волосовский район)
Сельцо́ (фин. Seltsa)  — деревня в Клопицком сельском поселении Волосовского района Ленинградской области.

## История
Упоминается на карте Ингерманландии А. И. Бергенгейма, составленной по материалам 1676 года, как деревня Sälsa.
На шведской «Генеральной карте провинции Ингерманландии» 1704 года — как деревня Sältsa.
Деревня и мыза Селцо обозначены на карте Ингерманландии А. Ростовцева 1727 года.
На карте Санкт-Петербургской губернии Я. Ф. Шмидта 1770 года обозначена деревня Селецкая.
Как деревня Сельцо, состоящая из 23 крестьянских дворов, она обозначена на карте Санкт-Петербургской губернии Ф. Ф. Шуберта 1834 года.

СЕЛЬЦО — мыза и деревня принадлежат тайной советнице баронессе Икскуль, число жителей по ревизии: 85 м. п., 87 ж. п. (1838 год)

Согласно карте Ф. Ф. Шуберта в 1844 году деревня называлась Селцо и также состояла из 23 дворов.
На этнографической карте Санкт-Петербургской губернии П. И. Кёппена 1849 года она обозначена как деревня «Seltza», расположенная в ареале расселения савакотов. В пояснительном тексте к этнографической карте она записана как деревня Seltza (Сельцо) и указано количество её жителей на 1848 год: савакотов — 20 м. п., 24 ж. п., всего 44 человека, русских — 179 человек.

СЕЛЬЦО — деревня барона Корфа, по просёлочной дороге, число дворов — 18, число душ — 65 м. п. (1856 год)

Согласно «Топографической карте частей Санкт-Петербургской и Выборгской губерний» 1860 года деревня Сельцо состояла из 20 крестьянских дворов.

СЕЛЬЦО — деревня владельческая при колодце, по левую сторону Нарвского тракта в 47 верстах от Петергофа, число дворов — 22, число жителей: 86 м. п., 72 ж. п. (1862 год)

В 1869—1870 годах временнообязанные крестьяне деревни выкупили свои земельные наделы у барона Н. И. Корфа и стали собственниками земли.
- План деревни Сельцо. 1885 год

Согласно «Карте окрестностей Санкт-Петербурга» в 1885 году деревня Сельцо состояла из 27 дворов.
В конце XIX века деревня административно относилась к Витинской волости 1-го стана Петергофского уезда Санкт-Петербургской губернии, в начале XX века — 2-го стана. Население деревни было смешанным — финско-русским.
К 1913 году количество дворов увеличилось до 31.
В 1918 году был основан совхоз «Сельцо».
С 1917 по 1922 год деревня Сельцо входила в состав Селецкого сельсовета Витинской волости Петергофского уезда.
С 1922 года в составе Каськовского сельсовета.
С 1923 года в составе Троцкого уезда.
С 1924 года в составе Тешковского сельсовета.
С 1926 года вновь в составе Каськовского сельсовета. Согласно данным переписи населения СССР 1926 года в деревне Сельцо Каськовского сельсовета Бегуницкой волости проживали 272 человека — большинство русские а также финны и один немец.
С 1927 года в составе Волосовского района.
С 1928 года вновь в составе Тешковского сельсовета.
- План деревни Сельцо. 1931 год

Согласно топографической карте 1931 года деревня насчитывала 59 дворов.
По данным 1933 года, деревня Сельцо входила в состав Тешковского сельсовета Волосовского района.
C 1 августа 1941 года по 31 декабря 1943 года деревня находилась в оккупации.
С 1959 года вновь в составе Каськовского сельсовета.
С 1963 года в составе Кингисеппского района.
С 1965 года вновь в составе Волосовского района. В 1965 году население деревни Сельцо составляло 893 человека.
По данным 1966 года деревня Сельцо также находилась в составе Каськовского сельсовета.
По данным 1973 года деревня Сельцо в составе Волосовского района не значилась.
По административным данным 1990 года деревня Сельцо входила в состав Клопицкого сельсовета.
В 1997 году в деревне Сельцо Клопицкой волости проживали 43 человека, в 2002 году — также 43 человека (все русские).
В 2007 году в деревне Сельцо Сельцовского СП проживали 38 человек.
В мае 2019 года Губаницкое и Сельцовское сельские поселения вошли в состав Клопицкого сельского поселения.

## География
Деревня расположена в северо-восточной части района на автодороге 41К-044 (Каськово — Ольхово).
Расстояние до административного центра поселения — 6,9 км.
Расстояние до ближайшей железнодорожной станции Волосово — 24 км.

## Демография
| 1862 | 2002 | 2007 | 2010 | 2017 |
| ---- | ---- | ---- | ---- | ---- |
| 158  | ↘43  | ↘38  | ↗62  | ↘51  |

### Национальный состав
Согласно данным Всероссийской переписи населения 2021 года в деревне проживал 91 человек, из них:
 русские — 72, киргизы — 5, армяне — 3, азербайджанцы — 2, таджики — 2, белорусы — 1, украинцы — 1, другие национальности — 5 человек.

## Улицы
Луговая, Полевая, Цветочная.